# Прапор Яни Капу
Пра́пор Яни Капу — офіційний символ міста Яни Капу. Прапор затверджено 15 липня 2011 року рішенням міської ради. 

## Опис
Прямокутне полотнище із співвідношенням ширини до довжини як 2:3, що складається з трьох рівновеликих горизонтальних смуг: синьої, червоної і зеленої. У центрі — герб міста.